# Mira-Sintra
Mira-Sintra is een plaats en freguesia in de Portugese gemeente Sintra en telt 6106 inwoners (2001).